# UART 8250

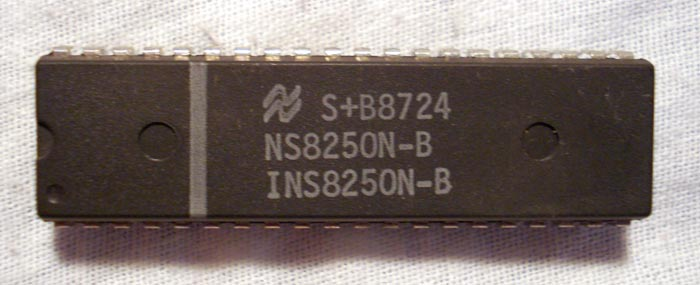
NS 8250B

8250 UART

El UART 8250 (Universal Asynchronous Receiver-Transmitter) es un circuito integrado diseñado para implementar la interfaz de las comunicaciones seriales. La pieza fue fabricada originalmente por National Semiconductor Corporation. Fue de uso común en los PC y el equipo relacionado como impresoras o módems. El 8250 incluyó en el chip un generador de bit rate programable, permitiendo el uso, tanto de los bit rates comunes, como los de propósitos especiales, que podían ser precisamente derivados desde una arbitraria frecuencia de referencia de oscilador de cristal.
Las designaciones del chip llevan letras de sufijo para revisiones posteriores de la misma serie de chips. Por ejemplo, el 8250 original fue rápidamente seguido por las versiones 8250A y 8250B que corrigieron algunos bug. Particularmente, el 8250 original podía repetir la transmisión de un carácter si la línea Clear To Send (CTS) fuera activada asincrónicamente durante el primer intento de transmisión.
Debido a la alta demanda, otros fabricantes pronto comenzaron a ofrecer chips compatibles. Western Digital ofreció el chip WD8250 bajo los nombres Async Communications Interface Adapter (ACIA) y Async Communications Element (ACE).
Los UART 16450 y 16450A, comúnmente usados en los computadores de la serie IBM PC/AT, mejoraban al 8250 permitiendo velocidades más altas de la línea serial.
Con la introducción de sistemas operativos multitareas en el hardware del PC, como con el OS/2, Windows NT o varios sabores de UNIX, se convirtió en un problema el breve tiempo disponible para servir las peticiones de interrupción carácter por carácter, por lo tanto los puertos seriales del IBM PS/2 introdujeron los UART 16550 y 16550A, que tenían incorporado un FIFO de 16 bytes o buffer de memoria para mejorar la recopilación de los caracteres entrantes.
Modelos posteriores agregaron memorias más grandes, soportaron velocidades más altas, combinaron múltiples puertos en un chip y finalmente se convirtieron en parte de los ahora comunes circuitos Super I/O de entrada/salida que combinaban la mayoría de la lógica de entrada/salida de la tarjeta madre del PC.

## Historia
El 8250 UART fue introducido con el IBM PC. Las revisiones 8250A y 8250B fueron lanzadas más adelante, y el 16450 fue introducido con el IBM Personal Computer/AT.
La diferencia principal entre los lanzamientos era la máxima velocidad de comunicación permitida.